# Eleccions legislatives italianes de 1996

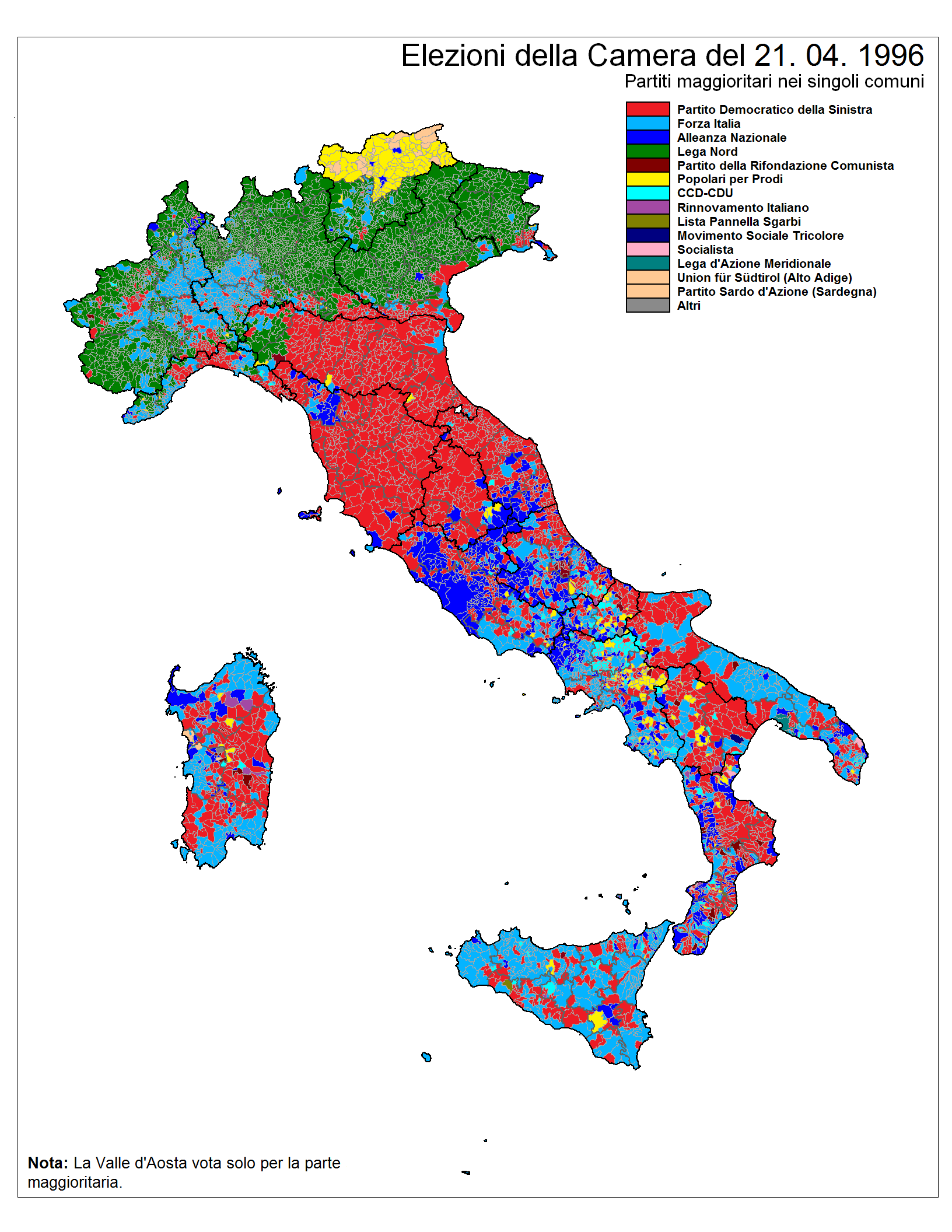
Partits majoritaris en municipis individuals a les eleccions polítiques italianes de 1996.

Les eleccions legislatives italianes de 1996 se celebraren el 21 d'abril. S'empra per primer cop un complex sistema proporcional que elimina les llistes que obtinguin menys del 4% dels vots, cosa que facilita la constitució de coalicions electorals. Foren escollits 475 diputats, d'ells 155 proporcionals, i 315 senadors.
|                | total      | percentual (%) | percentual (%)   |
| -------------- | ---------- | -------------- | ---------------- |
| Electors       | 48.846.238 |                |                  |
| Votants        | 40.496.438 | 82,9           | (sobre electors) |
| Vots vàlids    | 37.295.109 | 92,1           | (sobre votants)  |
| Vots no vàlids | 3.222.329  | 7,9            | (sobre votants)  |
| En blanc       | 1.432.888  | 3,5            | (sobre votants)  |

| Grups electorals                                                  | escons |
| ----------------------------------------------------------------- | ------ |
| L'Ulivo                                                           | 228    |
| L'Ulivo - Lliga Autonomia Vèneta                                  | 14     |
| L'Ulivo - Partit Sard d'Acció                                     | 4      |
| Pol per les Llibertats                                            | 168    |
| Pol per les Llibertats - Comitè Tricolor per als Italians del Món | 1      |
| Lliga Nord                                                        | 39     |
| Progressisti                                                      | 15     |
| Südtiroler Volkspartei                                            | 3      |
| Democràcia i Llibertat                                            | 1      |
| Lliga d'Acció Meridional                                          | 1      |
| Pour la Vallée d'Aoste                                            | 1      |
| Total                                                             | 475    |

## Eleccions dels diputats per llista proporcional (155)
|                | total      | percentual (%) | percentual (%)   |
| -------------- | ---------- | -------------- | ---------------- |
| Electors       | 48.744.846 |                |                  |
| Votants        | 40.411.692 | 82,9           | (sobre electors) |
| Vots vàlids    | 37.484.398 | 92,8           | (sobre votants)  |
| Vots no vàlids | 2.917.376  | 7,2            | (sobre votants)  |
| Vots en blanc  | 1.241.498  | 3,1            | (sobre votants)  |

| Llistes electorals                                     | vots       | vots (%) | escons |
| ------------------------------------------------------ | ---------- | -------- | ------ |
| Partit Democràtic d'Esquerra (PDS)                     | 7.894.118  | 21,1     | 26     |
| Forza Italia (FI)                                      | 7.712.149  | 20,6     | 37     |
| Alleanza Nazionale (AN)                                | 5.870.491  | 15,7     | 28     |
| Lliga Nord                                             | 3.776.354  | 10,1     | 20     |
| Rifondazione Comunista                                 | 3.213.748  | 8,6      | 20     |
| Populars per Prodi (Popolari - SVP - PRI - UD - Prodi) | 2.554.072  | 6,8      | 4      |
| CCD - CDU                                              | 2.189.563  | 5,8      | 12     |
| Llista Dini - Rinnovamento Italiano                    | 1.627.380  | 4,3      | 8      |
| Federació dels Verds                                   | 938.665    | 2,5      | -      |
| Llista Pannella-Sgarbi                                 | 702.988    | 1,9      | -      |
| Moviment Social Fiamma Tricolore                       | 339.351    | 0,9      | -      |
| Partit Socialista                                      | 149.441    | 0,4      | -      |
| Lliga d'Acció Meridional                               | 72.062     | 0,2      | -      |
| Unió Nord Est                                          | 63.934     | 0,2      | -      |
| Union für Südtirol                                     | 55.548     | 0,1      | -      |
| Mani Pulite                                            | 44.935     | 0,1      | -      |
| Noi Siciliani – Fronte Nazionale Siciliano             | 41.001     | 0,1      | -      |
| Partit Sard d'Acció                                    | 38.002     | 0,1      | -      |
| Federació Nacional Verds-Verds                         | 25.788     | 0,1      | -      |
| Sardigna Natzione                                      | 23.355     | 0,1      | -      |
| Grup Independent Llibertat                             | 17.451     | -        | -      |
| Ambientalistes                                         | 15.560     | -        | -      |
| Partito Umanista                                       | 14.601     | -        | -      |
| Rinnovamento                                           | 13.677     | -        | -      |
| Patto per l'Agro                                       | 12.297     | -        | -      |
| Democrazia Sociale                                     | 9.319      | -        | -      |
| Movimento Rinascita Italiana                           | 8.886      | -        | -      |
| Moviment Autonomista Toscà                             | 8.627      | -        | -      |
| Partito della Legge Naturale                           | 8.298      | -        | -      |
| Nuova Democrazia                                       | 8.185      | -        | -      |
| Federalisti Liberali                                   | 6.475      | -        | -      |
| Per le Marche - Su la Testa                            | 5.545      | -        | -      |
| Nuove Energie - Legalità                               | 5.393      | -        | -      |
| Sviluppo e Legalità                                    | 5.347      | -        | -      |
| Nord Libero - Autonomia                                | 4.965      | -        | -      |
| Partito Federalista                                    | 3.743      | -        | -      |
| Risorgimento del Sud                                   | 3.084      | -        | -      |
| Total                                                  | 37.484.398 |          | 155    |

Font: Ministeri de l'Interior

### Cambra dels Diputats, escons totals
| Grups / Llistes electorals                                        | escons     | escons       | escons | escons |
| Grups / Llistes electorals                                        | majoritari | proporcional | total  | %      |
| ----------------------------------------------------------------- | ---------- | ------------ | ------ | ------ |
| L'Ulivo                                                           | 246        |              | 246    |        |
| Partit Democràtico d'Esquerra (PDS)                               |            | 26           | 26     |        |
| Lista Dini - Rinnovamento Italià                                  |            | 8            | 8      |        |
| Populars per Prodi                                                |            | 4            | 4      |        |
| Südtiroler Volkspartei                                            | 3          |              | 3      |        |
| Democràcia i Llibertat                                            | 1          |              | 1      |        |
| Pour la Vallée d'Aoste                                            | 1          |              | 1      |        |
| Total centreesquerra (L'Ulivo i altres)                           | 251        | 38           | 289    | 45,9   |
| Progressisti                                                      | 15         |              | 15     |        |
| Rifondazione Comunista                                            |            | 20           | 20     |        |
| Total Progressistes                                               | 15         | 20           | 35     | 5,6    |
| Pol per les Llibertats                                            | 168        |              | 168    |        |
| Pol per les Llibertats - Comitè Tricolor per als Italians del Món | 1          |              | 1      |        |
| Forza Italia                                                      |            | 37           | 37     |        |
| Alleanza Nazionale                                                |            | 28           | 28     |        |
| CCD - CDU                                                         |            | 12           | 12     |        |
| Lliga d'Acció Meridional                                          | 1          |              | 1      |        |
| Total centredreta (Pol per les Llibertats i altres)               | 170        | 77           | 247    | 39,2   |
| Lliga Nord                                                        | 39         | 20           | 59     |        |
| Total Lega Nord                                                   | 39         | 20           | 59     | 9,4    |
| Total                                                             | 475        | 155          | 630    |        |

### Senat d'Itàlia
|                | total      | percentual (%) | percentual (%)   |
| -------------- | ---------- | -------------- | ---------------- |
| Electors       | 42.889.825 |                |                  |
| Votants        | 35.301.420 | 82,3           | (sobre electors) |
| Vots vàlids    | 32.624.584 | 92,4%          | (sobre votants)  |
| Vots no vàlids | 2.676.836  | 7,6            | (sobre votants)  |
| Vots en blanc  | 1.276.018  | 3,6            | (sobre votants)  |

| Grups electorals                                   | vots       | vots (%) | uninominal | proporcionals | escons |
| -------------------------------------------------- | ---------- | -------- | ---------- | ------------- | ------ |
| L'Ulivo                                            | 13.013.275 | 39,9     | 129        | 23            | 152    |
| Pol per les Llibertats                             | 12.185.020 | 37,3     | 67         | 49            | 116    |
| Lliga Nord                                         | 3.394.733  | 10,4     | 18         | 9             | 27     |
| Progressisti                                       | 934.974    | 2,9      | 10         | -             | 10     |
| Moviment Social Fiamma Tricolore                   | 747.487    | 2,3      | -          | 1             | 1      |
| Llista Pannella-Sgarbi                             | 509.826    | 1,6      | -          | 1             | 1      |
| L'Ulivo - Partit Sard d'Acció                      | 421.331    | 1,3      | 5          | -             | 5      |
| Partit Socialista                                  | 286.426    | 0,9      | -          | -             | -      |
| L'Abete - SVP - PATT                               | 178.425    | 0,5      | 2          | -             | 2      |
| Mani Pulite                                        | 109.113    | 0,3      | -          | -             | -      |
| Lliga per l'Autonomia - Aliança Llombarda          | 106.313    | 0,3      | -          | -             | -      |
| Unione Nord Est                                    | 72.541     | 0,2      | -          | -             | -      |
| Noi Siciliani – Fronte Nazionale Siciliano         | 71.841     | 0,2      | -          | -             | -      |
| Lliga d'Acció Meridional                           | 66.750     | 0,2      | -          | -             | -      |
| Federació Nacional Verds-Verds                     | 61.434     | 0,2      | -          | -             | -      |
| Aliança Pensionistes Europeus                      | 60.640     | 0,2      | -          | -             | -      |
| Democrazia Sociale                                 | 60.016     | 0,2      | -          | -             | -      |
| Federazione Liste Civiche Italiane                 | 55.793     | 0,2      | -          | -             | -      |
| Sardigna Natzione                                  | 44.713     | 0,1      | -          | -             | -      |
| Pour la Vallée d'Aoste                             | 29.538     | 0,1      | 1          | -             | 1      |
| Piemont Nació d'Europa                             | 26.951     | 0,1      | -          | -             | -      |
| Ambientalisti                                      | 26.756     | 0,1      | -          | -             | -      |
| Grup Independent Llibertat                         | 23.301     | 0,1      | -          | -             | -      |
| Union für Südtirol                                 | 19.330     | 0,1      | -          | -             | -      |
| Moviment Autonomista Toscà                         | 18.691     | 0,1      | -          | -             | -      |
| Patto per l'Agro                                   | 17.980     | 0,1      | -          | -             | -      |
| Rinnovamento                                       | 16.216     | 0,1      | -          | -             | -      |
| Vall d'Aosta - L'Ulivo                             | 10.371     | -        | -          | -             | -      |
| Destra Di Popolo                                   | 6.710      | -        | -          | -             | -      |
| Partito della Legge Naturale                       | 5.842      | -        | -          | -             | -      |
| Democratici per il Progresso                       | 5.688      | -        | -          | -             | -      |
| Rifondazione Comunista                             | 5.681      | -        | -          | -             | -      |
| Movimento Popolare della Moralizzazione            | 5.297      | -        | -          | -             | -      |
| Alpi Azzurre                                       | 5.144      | -        | -          | -             | -      |
| Alternativa Democratica per i Castelli Romani      | 4.524      | -        | -          | -             | -      |
| Partit Popular Progressista d'Inspiració Cristiana | 4.450      | -        | -          | -             | -      |
| Per un Paese Normale                               | 3.976      | -        | -          | -             | -      |
| Regione Dolomitica Europea                         | 2.898      | -        | -          | -             | -      |
| Nord Libero - Autonomia                            | 2.411      | -        | -          | -             | -      |
| Colpisci il Centro                                 | 2.178      | -        | -          | -             | -      |
| Total                                              | 32.624.584 |          | 232        | 83            | 315    |